# 3412 Kafka
3412 Kafka è un asteroide della fascia principale. Scoperto nel 1983, presenta un'orbita caratterizzata da un semiasse maggiore pari a 2,2249621 UA e da un'eccentricità di 0,1037539, inclinata di 2,97201° rispetto all'eclittica.
L'asteroide è dedicato allo scrittore ceco di lingua tedesca Franz Kafka.